# Nadia Bala
Nadia Bala, all'anagrafe Nadja Bala (Rovigo, 4 febbraio 1988), è un'atleta paralimpica e attivista italiana, ambasciatrice del sitting volley e atleta della nazionale femminile italiana.

## Biografia
Cresciuta nel mondo della pallavolo sin da bambina, inizialmente come giocatrice e successivamente anche come arbitro. Nel 2013, in seguito a degli episodi epilettici, scopre di essere affetta da malformazione artero-venosa cerebrale, una malattia congenita rara che le causa una paraparesi degli arti inferiori, e inizia ad usare una sedia a rotelle per spostarsi.  Nel 2014, un anno dopo la prima crisi epilettica, fonda l’associazione “Vinci l’epilessia”, di cui diventa anche presidente. Nel 2015 fonda la prima squadra di sitting volley del Veneto e, in virtù del lavoro svolto nella promozione di questo sport, la Federazione Italiana Pallavolo (FIPAV) la nomina Commissario Provinciale del Sitting Volley per la provincia di Rovigo. Nello stesso anno viene convocata in Nazionale, con la quale nel 2016, durante il torneo di qualificazione paralimpica in Cina, ottiene la prima storica vittoria del sitting volley italiano. Nel dicembre 2017 la FIPAV la nomina Ambasciatrice del Sitting Volley italiano.
Nel 2018 pubblica il libro "Ruote alate - Senza confini", scritto a quattro mani con Alberto Cristini, i cui proventi sono destinati all’acquisto di attrezzature sportive per sport paralimpici. Nell'estate del 2021 la RAI la chiama a condurre Record - Oltre l'impossibile, programma televisivo andato in onda su Rai 2 durante i Giochi della XXXII Olimpiade a Tokyo.
Da luglio 2024 è assessore presso il comune di Rovigo con le seguenti deleghe: integrazione scolastica dei minori, servizi demografici, toponomastica, benessere animale, statistica, politiche giovanili, pari opportunità, politiche sociali, politiche del lavoro, politiche per l’accoglienza e l’inclusione e la disabilità, politiche per la famiglia.

## Vita privata
Nel 2020 dà alla luce il figlio Francesco.
Nell'ottobre del 2021 Bala si laurea in diritto dell’economia presso l'università di Padova con una tesi sull’inclusione sociale, al 2023 è iscritta a un corso di laurea in giurisprudenza. Lavora presso la direzione amministrativa territoriale della ASL di Rovigo.

## Opere
Alberto Cristini e Nadia Bala, Ruote alate senza confini, La Ruota, 2019, ISBN 978-88-99660-97-0, OCLC 1238147825. URL consultato il 20 marzo 2023.